# Recardães
Recardães is een plaats (freguesia) in de Portugese gemeente Águeda en telt 3 321 inwoners (2001).